# 5038 Overbeek
5038 Overbeek è un asteroide areosecante. Scoperto nel 1948, presenta un'orbita caratterizzata da un semiasse maggiore pari a 2,3108435 UA e da un'eccentricità di 0,2816359, inclinata di 10,92756° rispetto all'eclittica.
L'asteroide è dedicato all'astronomo amatoriale statunitense Michiel Daniel Overbeek.